# Dipteryx polyphylla
Dipteryx polyphylla är en ärtväxtart som beskrevs av Huber. Dipteryx polyphylla ingår i släktet Dipteryx och familjen ärtväxter. Inga underarter finns listade i Catalogue of Life.